# تومي نيلسن
تومي نيلسن هو دراج دنماركي، ولد في 11 نوفمبر 1967 في هيليرود في الدنمارك.

## وصلات خارجية
- تومي نيلسن على موقع أرشيف الدراجات (الإنجليزية)
- تومي نيلسن على موقع أوليمبيديا (الإنجليزية)